# Święte (Lesiaki)
Święte – część kolonii Lesiaki w Polsce, położona w województwie pomorskim, w powiecie lęborskim, w gminie Cewice, na obszarze kompleksu leśnego Puszczy Kaszubskiej.
W latach 1975–1998 Święte administracyjnie należało do województwa słupskiego.